# Йонас Колкка
Йонас Колкка (фін. Joonas Kolkka, нар. 28 вересня 1974, Лахті) — фінський футболіст, що грав на позиції нападника, зокрема за низку нідерландських клубних команди, а також за національну збірну Фінляндії.

## Клубна кар'єра
Народився 28 вересня 1974 року в Лахті. Вихованець юнацьких команд футбольних клубів «Рейпас Лахті» та «МюПа».
У дорослому футболі дебютував 1994 року виступами за головну команду останнього, в якій протягом двох сезонів взяв участь у 43 матчах чемпіонату. У її складі виборов титул володаря Кубка Фінляндії.
1995 року перебрався до Нідерландів, ставши гравцем команди «Віллем II». За три роки перейшов до ПСВ, де провів три наступні сезони. Більшість часу, проведеного у ПСВ, був основним гравцем атакувальної ланки команди і додав до переліку своїх трофеїв два титули чемпіона Нідерландів та Суперкубок країни.
Згодом з 2001 по 2005 рік грав у Греції за «Панатінаїкос», у Німеччині за «Боруссію» (Менхенгладбах), а також за англійський «Крістал Пелес».
2005 року повернувся до Нідерландів, протягом наступних семи років захищав кольори «АДО Ден Гаг», «Феєнорда», «НАК Бреда» та «Віллем II».
Завершував ігрову кар'єру у США, де протягом частини 2012 року грав за «Тексас Датч Лайонс».

## Виступи за збірну
1994 року дебютував в офіційних матчах у складі національної збірної Фінляндії.
Загалом протягом кар'єри в національній команді, яка тривала 17 років, провів у її формі 99 матчів, забивши 12 голів.

## Титули і досягнення
- Володар Кубка Фінляндії (1):

«МюПа»: 1995
- Володар Суперкубка Нідерландів (1):

ПСВ: 1998
- Чемпіон Нідерландів (2):

ПСВ: 1999-2000, 2000-2001